# چیتگونگ-۵
چیتگونگ-۵ (به لاتین: Chittagong-5) یک منطقهٔ مسکونی در بنگلادش است که در ناحیه چیتاگونگ واقع شده‌است.